# 584. Volksgrenadier-Division
Die 584. Volksgrenadier-Division, später Infanterie-Division Dennewitz, war eine deutsche Infanteriedivision der Wehrmacht im Zweiten Weltkrieg.

## Geschichte
Die 584. Volksgrenadier-Division wurde Anfang September 1944 in der 32. Aufstellungswelle in Esbjerg in Dänemark durch den Wehrkreis X aufgestellt.
Ab dem 28. September 1944 wurde die Division als Infanterie-Division Dennewitz, einer sogenannten Schatten-Division, bezeichnet. Die Benennung erfolgte nach dem Schlachtort der Schlacht bei Dennewitz. Der Divisionsname bezieht sich, wie der der Infanterie-Division Niedergörsdorf, Infanterie-Division Möckern, Infanterie-Division Katzbach und der Infanterie-Division Groß-Görschen, auf Orte der Befreiungskriege.
Noch in der Aufstellungsphase befindlich, wurde die Division am 13. Oktober 1944 in die noch nicht aufgestellte 9. Volksgrenadier-Division umbenannt.

## Gliederung
- Grenadier-Regiment Dennewitz 1
- Grenadier-Regiment Dennewitz 2
- Grenadier-Regiment Dennewitz 3
- Artillerie-Regiment „Dennewitz“